# Miguel Ángel Hurtado
Miguel Ángel Hurtado Suárez (ur. 4 lipca 1985 w Santa Cruz) – boliwijski piłkarz występujący na pozycji obrońcy w boliwijskim klubie Blooming oraz w reprezentacji Boliwii. Znalazł się w kadrze na Copa América 2015.